# Onychothecus riekoae
Onychothecus riekoae là một loài bọ cánh cứng trong họ Bọ hung (Scarabaeidae).